# Diocèse d'Ōita
Le diocèse d'Ōita (en latin : dioecesis Oitaensis ; en japonais : カトリック大分教区) est un diocèse de l'Église catholique au Japon.

## Territoire
Le diocèse couvre les deux préfectures d'Ōita et de Miyazaki, dans l'ouest de Kyūshū, la plus méridionale des quatre îles principales du Japon.

## Histoire
Le diocèse de Funai, dépendant du diocèse de Macao (1576), est créé en 1588, supprimé en 1660 : il préfigure celui d'Ōita.
Par le bref Supremi apostolatus du 27 mars 1928, le pape Pie XI érige la mission sui juris de Miyazaki.
Par la bulle Ad potioris dignitatis du 28 janvier 1935, Pie XI élève la mission sui juris au rang de préfecture apostolique.
Par la bulle Quae universo du 22 décembre 1961, le pape Jean XXIII érige la préfecture apostolique en diocèse.

## Cathédrale
La cathédrale du diocèse est la cathédrale Saint-François-Xavier d'Ōita. Elle est dédiée à saint François Xavier.

## Ordinaires

### Supérieur de Miyazaki
- 1928-1935 : Vincent Cimatti (1879-1965)

### Préfets apostoliques de Miyazaki
- 1935-1940 : Vincent Cimatti
- 1940-1945 : François-Xavier Ichitaro Ideguchi (administrateur apostolique)
- 1945-1961 : Dominique Senyemon Fukahori

### Évêques d'Ōita
- 1961-1969 : Pierre Saburo Hirata
- 1969-2000 : Pierre Takaaki Hirayama
- 2000-2008 : Dominique Ryōji Miyahara
- 2011-2020 : Paul Sueo Hamaguchi
- Depuis 2022 :  Sulpizio Shinzo Moriyama